# Michel Majerus
Michel Majerus (Esch-sur-Alzette, 9 de juny de 1967 - Niederanven, 6 de novembre de 2002) fou un artista luxemburguès l'obra principal del qual era la pintura combinada amb tecnologies digitals. Va viure i treballar a Berlín fins a la seva mort en accident d'avió.
El seu treball va ser presentat en diverses exposicions individuals i col·lectives a Europa i Amèrica del Nord, sobretot l'exposició «Pop Reloaded» a Los Angeles.

## Biografia i obra
Majerus va néixer a Esch-sur-Alzette, Luxemburg el 1967, fill de pare luxemburguès i mare italiana. Majerus va començar a estudiar a l'Acadèmia d'Art de Stuttgart (Kunstakademie), on es va graduar el 1992, quan es va traslladar i va iniciar la seva activitat artística a Berlín.
La pintura era el mitjà preferit d'expressió de Majerus, però el seu horitzó creatiu es va estendre a molts aspectes de la cultura popular, des dels jocs d'ordinador, les imatges digitals, el cinema, la televisió i la música pop a les marques i logotipus corporatius. Les seves pintures inclouen cites estilístiques d'Andy Warhol, Willem de Kooning i Jean-Michel Basquiat, videojocs i d'altres fonts de la cultura pop. No es va limitar a les superfícies bidimensionals, també va crear instal·lacions dinàmiques, pintades que envoltaven l'espectador, a la instal·lació In if you are dead, sot it is (2000), Majerus va cobrir la superfície interior de la rampa dels patinadors.
A través de la Deutscher Akademischer Austausch Dienst (DAAD), es va traslladar l'any 2000 a Los Angeles en un intercanvi acadèmic. Majerus va començar a treballar en una sèrie de trenta pintures de gran format que incorporaven medis digitals i vídeos animats. Completat a Berlín l'any següent, la sèrie finalment comprenia més de trenta obres. Nou d'aquestes obres es van presentar a l'exposició «Pop Reloaded» a Los Angeles. «Pop Reloaded», va emfasitzar la confusió visual dels paisatges urbans amb l'escala i la dominació imposades per les tanques publicitàries d'autopistes i torres d'oficines. Es va basar en obres de Cy Twombly, Mark Rothko i Gerhard Richter en inscriure logotipus i detalls sobre els grisos apagats i negres d'un paisatge urbà. Les pintures van estar acompanyades d'un vídeo amb una imatge en constant canvi de la signatura Majerus, per il·lustrar la idea de la celebritat com un concepte en constant canvi.
Majerus estava treballant en una exposició titulada «Project Space» per a la Tate Liverpool quan va morir.

## Exposicions
La seva obra primer va cridar l'atenció internacional el 1996 amb una exposició a la Kunsthalle a Stuttgart, i després amb exposicions posteriors a Munster i Dundee. El 1996, la Kunsthalle de Basilea va organitzar una retrospectiva a la meitat de la seva carrera.
El 1998, Majerus va ser invitat a participar a Manifesta 2. Va participar en la Biennal de Venècia el 1999, on va cobrir la façana del principal pavelló d'Itàlia amb un mural que ell va dissenyar.
Des de la seva mort, diversos museus europeus han organitzat exposicions de la seva obra incloent l'Hamburger Bahnhof, Berlín (2003), la Tate Liverpool (2004), el Kunsthaus Graz (2005), i el Kunstmuseum Stuttgart (2011).
Una exposició pòstuma d'obres de Majerus va ser presentada al Kunstmuseum de Wolfsburg (Alemanya) l'any 2003. Sota el títol «Pintura Imatges», l'exposició va ser dedicada a la seva memòria. Altres pintors representats en «Pintura Imatges» incloïen Takashi Murakami, Sarah Morris, Franz Ackermann, Matthew Ritchie, Torben Giehler i Erik Parker. L'any 2005, aproximadament dues-centes obres Majerus s'han mostrat com a exposició itinerant en la «Retrospectiva europea». L'exposició va ser una col·laboració entre la família i la Galerie Majerus Neugerriemschneider de Berlín. Incloïa les obres que per regla general es mostren a l'Hamburger Bahnhof, Berlín, al Universalmuseum Joanneum, Graz i col·leccions privades de tot el món.